# Kemper Arena
La Kemper Arena American Royal Center è un palazzetto dello sport da 19.500 posti che si trova a Kansas City (Missouri).

Ha ospitato le partite dei New Jersey Devils quando sono stati i Kansas City Scouts, squadra d'hockey della NHL, e dei Sacramento Kings, quando sono stati i Kansas City Kings, squadra di pallacanestro della NBA.
Nel 1976 ha ospitato la Convention Nazionale del Partito Repubblicano americano.
L'arena è intitolata a R. Crosby Kemper Sr., un membro del potente gruppo finanziario Kemper che ha donato 3.2 milioni di dollari per la sua costruzione.
Il 23 maggio 1999 ha ospitato Over the Edge 1999 il famigerato evento della World Wrestling Federation, dove è morto Owen Hart, caduto dalla sommità del palazzetto (circa 23 metri da terra) per la rottura dell'imbragatura che doveva sostenerlo durante un'entrata spettacolare.